# DNick Holding
Die DNick Holding ist eine ehemals börsennotierte Holding mit Sitz in London (Verwaltungssitz: Schwerte), deren Kern die Deutsche Nickel-Gruppe ist.

## Aktivitäten
Die DNick Holding limited gehört weltweit zu den führenden Herstellern von Spezialwerkstoffen aus Nickel und Nickellegierungen. Vom Verwaltungssitz im nordrhein-westfälischen Schwerte bündelt die Gesellschaft als Beteiligungsholding die gesamten Geschäftsaktivitäten der DNick-Gruppe. Die Gruppe gliedert sich in die Produktbereiche Stangen & Drähte.
Im Produktbereich Stangen & Drähte agiert die Gruppe mit der operativen Tochtergesellschaft Deutsche Nickel GmbH mit Sitz in Schwerte.
Die Deutsche Nickel America Inc. bedient als reine Vertriebs- und Handelsgesellschaft für das gesamte Produktportfolio vor allem den nordamerikanischen Markt.

## Geschichte
Die Gruppe geht aus dem Teilkonzern Deutsche Nickel der ehemaligen VDN Vereinigte Deutsche Nickel-Werke hervor.
Die aktuelle DNick Holding erwarb 2005 die Anteile der operativen Gesellschaften des Geschäftsbereichs NE-Metalle der VDN. Nach Restrukturierung der Finanzverbindlichkeiten in Eigenkapital wurde die Holding 2006 an die Börse gebracht (Freiverkehr der Börsen Frankfurt (XETRA) und Berlin).
Im April 2011 verkauft das Unternehmen seine Tochtergesellschaft Saxonia Eurocoin. Ende Juni 2011 wurde dann bekannt, dass die Wickeder Westfalenstahl und deren Gesellschafter einen Anteil von insgesamt 50,8 % am Kapital der DNick Holding über die Börse erworben hatte. Im Dezember 2012 stellten die Frankfurter Börse sowie die Börsenplätze Berlin und Stuttgart die Notierung der Aktien der DNick Holding ein. Die Anteile sind seither nur noch außerbörslich zu handeln.
Durch ein MBO erwarb die Geschäftsführung der Deutsche Nickel GmbH im Jahre 2018 die Anteile der Wickeder Westfalenstahl zurück.